# Ministère des Transports (Burkina Faso)
Pour les autres articles nationaux ou selon les autres juridictions, voir Ministère des Transports.
Le ministère des Transports, de la Mobilité urbaine et de la Sécurité routière est un ministère du gouvernement au Burkina Faso.

## Description

### Siège
Le ministère chargé des transports, de la mobilité urbaine et de la sécurité routière a son siège à Ouagadougou. 

### Attributions
Le ministère est chargé des transports, de la mobilité urbaine et de la sécurité routière.

### Ministres
Depuis le 25 octobre 2022, Roland Somda est le ministre des Transports, de la Mobilité urbaine et de la Sécurité routière.